# Agacseri háború
Az agacseri háború Burkina Faso és Mali rövid határháborúja volt 1985 végén egy keskeny határmenti területért, az ún. Agacser-sávért. A háború végül megállapodással zárult, s nemzetközi közvetítéssel a vitatott területet a két állam megosztotta egymás közt, mely megállapodással a korábban szembenálló felek elégedettek voltak.
Belpolitikailag viszont egészen másmilyen eredménnyel járt az agacseri konfliktus. Burkina Fasóban megrendült a még 1983-ban, puccsal hatalomra került Thomas Sankara uralma, amely végül 1987-ben újabb államcsínyhez és az elnök halálához vezetett.
Mali gazdaságát megviselte a rövid háború, ám az eredményt sikernek könyvelte az ország, amely megerősítette Moussa Traoré helyzetét.
Mindkét országnak aránylag gyenge katonai ereje volt, emiatt sem eszkalálódott tovább a konfliktus.

## Előzmények
A franciák 1919-ben alakították önálló gyarmattá Felső-Voltát (a mai Burkina Faso elődjét).
Mali és Felső-Volta egyazon évben, 1960-ban nyerték el függetlenségüket Franciaországtól. Felső-Volta északkeleti határa Malival azonban tisztázatlan maradt a Béli-folyó körül, az Agacser-sávban, mivel a francia adminisztráció sosem rendezte megfelelően a gyarmataik közti határokat.
A határsávban élő törzsek gyakran jártak ki-be a területen, a különböző legelőket használva, s Mali elsősorban erre az érvre alapozta területi igényét az Agacser-sávra. Másrészről az Agacser-sáv gazdag mangán-lelőhelyekkel bír, ezért birtoklása fontos volt Mali és Felső-Volta számára is.
1961-től még csak helyi szintű villongások voltak a határon, a Béli mentén. 1974-ben már a két ország határőrsége között tört ki fegyveres összecsapás a vitatott területen, melynek elsimítására az Afrikai Unió (OAU) lépett fel, s akkor a konfliktust sikerült tárgyalások útján elrendezni.
Thomas Sankara 1983-as hatalomrajutása újfent kiélezte az ellentéteket a két ország között (Sankara keresztelte át az országot Burkina Fasóvá). Sankara baloldali volt, míg a Malit vezető Traoré kifejezetten ellene volt a baloldali ideológiáknak. 1968-ban ő buktatta meg az ország akkori baloldali kormányát, élén Modibo Keïtával. Sankara katonaként jelen volt az 1974-es határvillongásoknál is.
Bár kezdetben Sankara és Traoré hajlandónak mutatkoztak a megállapodásra, amelyhez a Nemzetközi Bíróság segítségét kívánták kérni, ehhez pedig Burkina Faso békülékeny gesztusként engedte Mali csatlakozását a Nyugat-afrikai Gazdasági és Monetáris Unióhoz.
A Nemzetközi Bíróság a háború kirobbanása előtt nyolc hónappal, 1985. április 3-án megkezdte a határvita kivizsgálását.
1984-ben Malit aszály sújtotta, ezért számos nomád pásztor Burkina Faso területére hajtotta a csordáját vizet és legelőt keresve. A következő évben Mali és Burkina Faso viszonya elmérgesedett, amikor Nyugat-afrikai Államok Gazdasági Közösségének főtitkára, a mali születésű Drissa Keita bírálni kezdte a Sankara-rezsimet, melyre válaszul Burkina Faso nemkívánatos személynek nyilvánította őt, sőt Sankara egy beszédében Traoré hatalmának megdöntésére agitálta Mali lakóit. Sankara és köre ugyanekkor arra a meggyőződésre jutott, hogy Traoré segíti a Bamakóban tevékenykedő burkina fasói ellenzéket, s készül a háborúra, amellyel hozzá kíván járulni az ő hatalmának megdöntéséhez.
A feszültség eleinte regionális szintén kezdett kibontakozni: november 24-én civilek és rendőri erők között zajlott le egy zavargás, amely emberéletet is követelt. Burkina Faso nem kapott hivatalos választ Malitól az incidenssel kapcsolatban. Eközben a súrlódásokat tovább fokozta a burkina fasói népszámlálás, amelynek biztosítására katonai egységek vonultak az Agacser-sávba, hogy ott számba vehessék a Burkina Fasóban tartózkodó mali állampolgárokat. Burkina Faso katonái ekkor megjelentek a Mali területét képező Douna faluban is. A Burkina Faso területén fekvő Dionougában viszont az ott tartózkodó mali állampolgárok rátámadtak a számlálóbiztosokra, amelyet katonai fellépés követett. Ennek hatására mali rendőri egységek összecsapásba bocsátkoztak burkina fasói katonákkal. A nemzetközi szervezetek és Sadli Bendzsedid, Algéria elnöke békés megoldást sürgettek. Külső kérésre Burkina Faso bejelentette katonái visszavonását a területről, ám ezt csak részben tették meg.
Ennek ellenére a viszály tovább mérgesedett, s mindkét fél a másikat vádolta az incidensek generálásával. Mali úgy vélte Burkina Faso nem hagyja a helyieket hagyományos életmódjukat folytatni és arra kényszeríti őket, hogy az ő személyi okmányait használják.
Traoré felkészült a Burkina Fasóval való háborúra és három hadseregcsoportot alakított ki. Az egyiket északon Kokè Dembéle ezredes és vezérkari főnök, a másikat délen, Souleymane Daffé vezetésével, délen, a harmadikat pedig a kettő között, Kafougouna Kone irányítása alatt. Elsődleges terv az volt, hogy mélyen behatolnak Burkina Fasóba, beveszik az ország második legnagyobb városát, Bobo-Dioulassót és a helyi ellenzéket lázadásra bírják a Sankara-kormány ellen. Traoré célja a háborúval nem mellékesen országa figyelmének elterelése volt a belső problémákról, mivel a háború előestéjén is tüntetések folytak a kormány ellen, a ki nem fizetett bérek miatt. Hasonló céljai voltak Sankarának is, aki épp ezért szintén nem kívánta elkerülni a Malival való konfliktust.
December 20-án Mali már MiG–21-eket és helikoptereket állomásoztatott a határon.

## A háború
A háborút Mali kezdte 1985. december 25-én, hajnalban, karácsony napján. Burkina Fasóban emiatt a konfliktust gyakran nevezik karácsonyi háború-nak is, ugyanakkor, mivel mindkét állam a világ legszegényebb országai közé tartozik, az események a szegények háború-ja nevet is viselték a korabeli nemzetközi sajtóban.
A mali hadsereg 150 tankkal támadott és több helyen is benyomult Burkina Fasóba. Megpróbálták Bobo-Dioulasso elfoglalását is. A burkina fasói hadsereg jelentős túlerővel nézett szembe, mivel Malinak igen jelentős volt a tüzérségi fölénye. Az ellenség az Agacser-sávban jelentős sikerekre tett szert négy település elfoglalásával. A területen állomásozó maroknyi burkina fasói katona nem sokat tehetett. Dionougában álmukban lepte meg a burkina fasói katonákat a mali hadsereg, s 15 embert elfogtak közülük. Légitámadás érte Ouahigouya, Djibo és Nassoumbou városait is.
A burkina fasói kormány azonnal elrendelte a mozgósítást. A hadsereg Dionouga környékén gyülekezett ellentámadásra. A parancsnokság Blaise Compaoré kapitány kezébe került (aki két év múlva megdöntötte Sankarát). Compaoré gerillahadviselésre rendezkedett be és kisebb csoportokba osztotta a katonákat. Az ellenség tankjai közül sikerült kettőt elfogni. A haderő létszámát rendőrök mozgósításával is növelték, továbbá milíciákat is szerveztek.
Mali légifölénye visszafogta a burkina fasói ellentámadásokat. Burkina Fasónak a háború alatt mindössze egyetlen MiG–17-es állt rendelkezésre, de nem szerepelt sokat a harcokban. Jelentősebb akciónak mindössze a Sikasso elleni légitámadás számít, amellyel Burkina Faso a területét ért bombázásokat torolta meg (az akcióban mali részről négy civil vesztette életét). A burkina fasói hadsereg rajtaütött Zégoua mali határvároson, amely délen, messze az Agacser-sávtól helyezkedett el.
A Sankara-rezsim Malit azzal vádolta, hogy külső, imperialista segítséggel indított Burkina Faso ellen háborút (ebben nem nevezték meg melyik is volt az a bizonyos hatalom). Sankara szerint mindez már túl megy egyszerű területi követelésen, s valójában országa kormányát akarják megdönteni.
Bár Burkina Faso 1983-ban kölcsönös védelmi szerződést kötött Ghánával, ám Jerry Rawlings ghánai elnök nem avatkozott bele a konfliktusba. Líbia, bár szoros kapcsolatok fűzték a Sankara-rezsimhez, szintén tartózkodó álláspontra helyezkedett.
A környező országok reakciója nem maradt el, s Nigéria, Líbia, Szenegál, Elefántcsontpart, Togo, Benin és Niger is közvetíteni kezdtek. Ugyan már december 27-én tűzszünet lépett életbe, de ezt mindkét fél azonnal felrúgta.
December 28-án 14 páncélozott és egyéb harcijármű, valamint 76 katona Mali részéről megtámadta Kolokót Burkina Fasóban. A burkina fasói haderő 20 km-re benyomult Maliba, és Sikasso mellett elfoglalta Mahonnát.
A mali légierő ismét bombázni kezdte Djibót, Ouahigouyát, valamint Tougant és Dédougou-t, válaszul a Sikasso elleni támadásra. A gerillahadviselést folytató burkina fasói csapatok megpróbálták az előre tolt mali egységeket elvágni a hátországtól.
A harcoknak a december 30-i tűzszünet vetett véget. Ekkorra már Mali az Agacser-sáv nagy részét uralma alatt tartotta.
A viszonylag rövid háború úgy 140 katona életét követelte mindkét oldalon (100 burkina fasói, 40 mali). Mindkét fél háborús bűncselekményeket követett el, miután néhány hadifoglyukat kivégezték. Maliban 16, Burkina Fasóban két ellenséges katona maradt fogságban. Mali részéről 11, Burkina Fasó részéről 48 civil halt meg. Ouahigouya, Djibo és Nassambou burkina fasói városok súlyos károkat szenvedtek a háborúban.

## Következmények
A tűzszünet érvénybelépésével a Nemzetközi Vöröskereszt lépett a harcoktól érintett területre. 1986. január 4-én Sankara kitüntetéseket osztott ki a harcokban részt vett katonáknak, illetve nyilvánosan mutatott be zsákmányolt mali tankokat. Traoré a haderőparancsnokokat eltávolította a pozícióikból, valószínűleg amiatt, hogy az említett tankok a burkina fasóiak kezébe kerültek.
A Sankara vezette Burkina Faso továbbra is fenntartotta azon álláspontját, hogy a háború egy kormányellenes nemzetközi összeesküvés volt, s nem az Agacser feletti vita okozta. S bár a mali offenzíva nem sok eredményt tudott felmutatni, de a burkina fasói hadsereg sem remekelt a háborúban. A katonákat feldühítette, hogy Sankara nem lépett fel határozottabban és vállalt be egy nyílt háborút Traoré ellen. A valóságban sem Mali, sem Burkina Faso hadserege nem volt arra képes, hogy nagyobb háborút vívjon egymással. Ezt Sankara a maga részéről elismerte és emiatt engedményeket tett országában, továbbá kapcsolatait is javította Franciaországgal, illetve a légierő fejlesztését is megkezdte.
Mali gazdaságát nagyon megterhelte a háború, ezzel szemben (valószínűleg a mali hadsereg eredményessége miatt) Traoré népszerűsége nőt, olyannyira, hogy mali lakosság és a külföldön élő mali emberek (mint az Elefántcsontparton dolgozó idénymunkások) pénzt, élelmet és üzemanyagot adományoztak a rezsimnek. Ennek ellenére Traoré azzal kezdte vádolni a mali pedagógusokat, hogy kapcsolatban állnak a Sankara-rezsimmel. A rendőrség később hét ember őrizetbe vett, s közülük hat ellen emeltek vádat, mondván összeesküvést szőttek.
A tűzszünet egyik kitétele értelmében egy 16 tagú bizottságot küldtek megfigyelőnek az Agacser-sávba, amely 1986 január végéig a térségben maradt. Ebben az időszakban tisztázatlan körülmények között lezuhant egy elefántcsontparti helikopter a területen. A hadifoglyokat a Vöröskereszt felügyelete mellett január 8-án cserélték ki. A felek január 17-én, Yamoussoukróban, Elefántcsontpart fővárosában döntöttek az ellenségeskedés beszüntetéséről. Február 26-án az utolsó foglyokat is kicserélték Bamakóban. A két ország közötti diplomáciai kapcsolatok júniusban álltak helyre.
A két állam közötti viták a továbbiakban a Nemzetközi Bíróság előtt folytak: Burkina Faso szerint Mali agressziót hajtott végre az 1985. évi háborúval, szemben Mali önvédelemre hivatkozott, mivel a támadás válasz volt területének korábbi megszállására. A bíróság határozata nyomán a felek végül területmegosztásban állapodtak meg. Mali megkapta az Agacser-sáv sűrűbben lakott nyugati részét, míg Burkina Faso a Béli-folyó mentén elhelyezkedő, középső területet.